# Savinac (Vračar)
Pour les articles homonymes, voir Savinac.
Gradić pejton (en serbe cyrillique : Савинац) est un quartier de Belgrade, la capitale de la Serbie. Il est situé dans la municipalité urbaine de Vračar.

## Emplacement
Savinac est situé à l'ouest de la municipalité, sur les pentes occidentales de la colline de Vračar. Le quartier s'étend de la place de Slavija jusqu'au plateau de Vračar et jusqu'à l'église Saint-Sava. Les rues principales du quartier sont les rues Svetog Save, Makenzijeva et le Bulevar oslobođenja (le « Boulevard de la Libération »). Autrefois, le terme de Savinac désignait la partie ouest du boulevard et l'actuel Karađorđev park mais beaucoup de Belgradois désignent aujourd'hui le secteur sous le nom de Vračar.

## Histoire
Le quartier de Savinac couvre complètement le quartier d'Englezovac. L'urbanisation du quartier a commencé en 1880 quand l'homme d'affaires écossais Francis Mackenzie acheta un grand terrain dans le secteur, qui fut surnommé Englezovac, les « terres de l'Anglais ». Le terrain fut par la suite loti et une parcelle fut offerte en donation à l'Église orthodoxe de Serbie pour y construire l'église Saint-Sava.